# L'Obac (Amer)
L'Obac és una masia d'Amer (Selva) inclosa a l'Inventari del Patrimoni Arquitectònic de Catalunya.

## Descripció
L'Obac es tracta d'una masia de tres plantes coberta amb una teulada a dues aigües de vessants a façana que està rematada amb un ràfec prominent de fusta, el qual es troba en un estat pèssim de conservació com així ho demostra el fet que està a punt d'esfondrar-se.
La planta baixa consta d'un portal d'accés quadrangular cobert en la part superior per una llinda rústica de fusta i equipat amb muntants laterals de pedra.
En el primer pis trobem una finestra de pèrmoduls amb les impostes retallades en forma de quart de cercle. Al costat de la finestra s'observa vagament unes dovelles que correspondrien a les restes vivents d'un antic portal d'arc de mig punt adovellat, el qual en un moment històric determinat a causa d'alguna intervenció o reforma va ser tapiat i cegat.
En el segon pis, el qual executava les tasques de golfes tenim una petita finestra de permòduls però a escala molt reduïda.
Als dos extrems de la façana, però sobretot a l'esquerra s'observen els grans blocs de cantoners de pedra regular ben desbastada i treballada, que arranquen de la base i es prolonguen fins a la coberta.
Pel que fa al tema dels materials, prima per sobre de tot un com és la pedra. Una pedra que la trobem present en dues modalitats: per una banda, tenim les pedres fragmentades i els còdols de riu manipulats a cops de martell i lligades amb morter de calç, que compossen les quatre façanes. Mentre que per l'altra trobem la pedra sorrenca localitzada específicament en els blocs cantoners de pedra, en els muntants del portal d'accés i en les llindes i brancals de les tres finestres de permòduls - les dues de la façana principal i la que es troba en la façana lateral que dona al camí-.
Remarcar que la masia presenta una morfologia irregular que es deu al fet d'haver-se d'adaptar i alhora salvar al desnivell físic existent del solar en què està emplaçada. Un desnivell que es tradueix a la pràctica en un marge.
El cos central, en forma de torre quadrangular, es troba flanquejat a banda i banda per una sèrie de construccions de petita escala. Així a la dreta trobem una petita casa d'una sola planta coberta amb una teulada a dues aigües de vessants a façana. A l'esquerra tenim dues petites construccions d'aspecte molt feble i dèbil.
Immediatament davant del cos central trobem un petit cobert amb teulada plana, la qual està sostentada per tres pilars de maons.